# Giorgi Ediszeraszwili
Giorgi Ediszeraszwili (gruz. გიორგი ედიშერაშვილი, azer. Georgi Edişeraşvili ;ur. 17 marca 1988 w Tbilisi) – gruziński, a od 2016 roku azerski zapaśnik startujący w stylu wolnym, dwukrotny mistrz Europy.
Mistrz Europy w 2013 w kategorii wagowej do 55 kg oraz w 2017 i 2018 w kategorii do 57 kg. Siódmy na mistrzostwach świata w 2018. Drugi w Pucharze Świata w 2018; trzeci w 2017; szósty w 2012 i dziesiąty w 2009 roku.